# O Cruzeiro Internacional
O Cruzeiro Internacional era a versão em castelhano da revista O Cruzeiro. Apesar de ser direcionada ao público latinoamericano, a revista era editada e impressa no Rio. A edição da O Cruzeiro Internacional começou em 1956, na época em que a O Cruzeiro e os Diários Associados estavam em seus tempos áureos.